# Henicopernis
Henicopernis és un gènere d'ocells rapinyaires de la família dels accipítrids (Accipitridae) que habiten a les selves de Nova Guinea i Melanèsia.

## Taxonomia
Segons la classificació del Congrés Ornitològic Internacional (versió 12.2, 2022) aquest gènere està format per dues espècies:
- Aligot vesper fosc (Henicopernis infuscatus).
- Aligot vesper cuallarg (Henicopernis longicauda).